# Julia Beerhold
Julia Beerhold (Düsseldorf, 21 de septiembre de 1965) es una actriz y cantante alemana cuyas lenguas maternas son el alemán y el español. Ha residido en muchos países, pero actualmente vive en la ciudad de Colonia y desarrolla su carrera fundamentalmente en su país natal.

## Biografía
Beerhold nació en la capital del estado alemán de Renania del Norte-Westfalia pero tuvo una infancia y juventud marcadas por la movilidad (Malasia, Francia, Chile…), viviendo varios años en Madrid, donde estudió arte dramático en la prestigiosa escuela de  Cristina Rota (1989-1993)
Además de esta formación, también tiene estudios musicales y toca la guitarra y el piano. En 1990 ya realizó sus primeras apariciones públicas en este campo formando parte de dos bandas punks en Colonia y también en la escena del cabaré de Madrid (1991 a 1994), lo que le permitía compaginar música e interpretación.
Desde 1997 eran habituales sus colaboraciones como pianista y cantante con Serge Gainsbourg.
Como actriz, desde finales de 1990 ha trabajado en numerosas producciones de cine, teatro y televisión y desde 2004 normalmente sus papeles son principales o secundarios. En este sentido es una actriz afamada que participa en infinidad de series y programas televisivos, también como presentadora o periodista.
Entre sus trabajos televisivos ha participado en exitosas telenovelas alemanas como Lena – Liebe meines Lebens ("Lena, el amor de mi vida") (en la cadena ZDF).
Entre los años 2009 y 2017 fue miembro del partido político Democracia en Movimiento

## Filmografía (selección)
- 1997: Helden und andere Feiglinge (“Héroes y otros cobardes”)
- 1998: Serie de televisión “Wilsberg”
- 1998–2011: "Die Anrheiner" (“Los Anrheiner”)
- 1999: SK Kölsch
- 2001–2002: Serie televisiva “Die Kumpel”
- 2002: "Bloch: Ein begrabener Hund|Bloch – Ein begrabener Hund]]
- 2004: "Im Namen des Gesetzes" (“En nombre de la ley”)
- 2005: Horcón, al sur de ninguna parte, largometraje (Chile)
- 2005: Emmas Glück (“La felicidad de Emma”)
- 2007: "Meine böse Freundin"
- 2008: Die Treue-Testerin – Spezialauftrag Liebe
- 2008: Kleine Lüge für die Liebe (“Héroes y otros cobardes”)
- 2008: Il giardino (cortometraje)
- 2008: Der Zwischenmieter (cortometraje)
- 2008: Teleserie "Tatort"
- 2009: Colonia Brigada Criminal
- 2009: Richterin ohne Robe (“Juez sin toga”)
- 2010: Teleserie "Los policías de Rosenheim"
- 2010: Ein Fall für Fingerhut (“Un caso para Fingerhut”)
- 2010: Der letzte Bulle (Fernsehserie, Folge: Der Weihnachtsmann ist tot)
- 2011: Notruf Hafenkante
- 2011: Freilaufende Männer
- 2011: Telenovela Lena – Liebe meines Lebens
- 2011–2013: Ein Fall für die Anrheiner
- 2011: Serie televisiva "In aller Freundschaft"
- 2011: Serie televisiva "Bloch"
- 2011: Tatort – Herrenabend
- 2011: Tiere bis unters Dach (Fernsehserie, Folge: Kleiner Tierfeind)
- 2011–2012: Heiter bis tödlich: Henker & Richter
- 2012: "Das Leben ist nichts für Feiglinge"  (“La vida no es para cobardes”)
- 2012: "Heiter bis wolkig"
- 2012: Serie televisiva Pastewka
- 2013: Serie televisiva Heldt
- 2013: "Alles für meine Tochter" (“Todo por mi hija”)
- 2014: "Sternstunde ihres Lebens"
- 2013–2015: "Lindenstraße"
- 2017: El último traje, película hispano-argentina de Pablo Solarz[3][4]
- 2018: Serie televisiva Sankt Maik